# FTD
A FTD Educação é uma empresa brasileira fundada em 1902 pelos Irmãos Maristas, com sede em São Paulo. Especializada na produção de livros didáticos, literários e materiais educacionais, a empresa atua em todas as etapas da Educação Básica e em soluções complementares para escolas públicas e privadas.
Com mais de 120 anos de atuação, a FTD publica anualmente mais de 60 milhões de livros e atende mais de 20 milhões de estudantes da educação básica, por meio de sistemas de ensino, materiais didáticos e de literatura, soluções educacionais (com suporte para escolas, consultoria educacional, formação de professores, entre outros), novas tecnologias, obras e serviços que envolvem a família e gestores educacionais.

## História
A Editora FTD foi fundada em 1902 pelos Irmãos Maristas, com o objetivo de apoiar o trabalho educacional já desenvolvido pela Congregação no Brasil desde o fim do século XIX. A Congregação dos Irmãos Maristas, nome pelo qual ficou conhecida a Congregação dos Pequenos Irmãos de Maria, foi fundada em 1817, na França, pelo Padre Marcelino Champagnat, e chegou ao Brasil em 1897, onde fundou diversos colégios, faculdades e universidades.
O nome da editora é uma homenagem a Frère Théophane Durand, Superior Geral da Congregação Marista entre 1883 e 1907. Desde sua origem, a FTD atua na produção de materiais didáticos e foi responsável pela primeira coleção de livros escolares da instituição no país.
Hoje, está presente em todas as regiões do Brasil, com mais de 25 pontos de atendimento e soluções que chegam a mais de 20 milhões de estudantes da Educação Básica todos os anos. A FTD Educação também mantém parceria com a rede global Champagnat Global, presente em mais de 600 instituições educacionais em mais de 79 países.

## Publicações famosas
Grandes autores tiveram suas primeiras obras publicadas pela editora, como Giovanni, referência em Matemática; Demétrio Gowdak, na área de Ciências; Álvaro Cardoso Gomes, em Literatura Juvenil; e Mauricio de Sousa, que lançou pela FTD seus três primeiros livros: Piteco, Penadinho e Astronauta.
Entre as publicações de maior destaque está a Tábua de Logaritmos com 7 decimais, um dos maiores sucessos da história da empresa. Além disso, a FTD Educação conta com coleções didáticas utilizadas nas escolas brasileiras e aprovadas em programas oficiais, como o PNLD.
Coleções e obras de destaque:
- Educação Infantil: Primeiras Descobertas, voltada ao aprendizado lúdico e ao desenvolvimento integral das crianças.

- Ensino Fundamental (anos iniciais): Crescer com Alegria e Fé, Descobrindo a Gramática, Faça e Porta Aberta para o Mundo.

- Ensino Fundamental (anos finais): Desenho Geométrico e Panoramas .

- Coleções PNLD 2023: A Conquista, Bons Amigos, Entrelaços e Portais da Matemática.

- Obras Literárias: Carta Errante, Avó Atrapalhada, Menina Aniversariante e outros títulos .

- Educação de Jovens e Adultos (EJA): Aprender Sem Barreiras e Velejar (EJA), com foco na inclusão e aprendizado acessível.

A FTD Educação é uma das editoras educacionais de maior relevância no Brasil, sendo reconhecida no ranking Global 50 das maiores editoras do mundo.

## Expansão
Entre 2020 e 2024, a FTD Educação passou por um período de significativa expansão, dobrando de tamanho e consolidando-se como um ecossistema completo de soluções educacionais.
Como parte desse processo, a FTD contratou uma consultoria especializada para elaborar um relatório de maturidade e materialidade em relação aos pilares ESG (ambiental, social e governança). A atuação social da empresa foi fortalecida com iniciativas como doações de livros a bibliotecas comunitárias e instituições em áreas vulneráveis, campanhas de arrecadação de agasalhos e materiais escolares, além do apoio a projetos de incentivo à leitura, como o projeto Pequenos Leitores.
No campo da tecnologia educacional, a FTD expandiu sua atuação com a aquisição da edtech Pontue, especializada em produção textual e correção de redações com suporte de inteligência artificial. A empresa também adquiriu participação minoritária em outras plataformas educacionais, como a Estuda.com e o aplicativo Diário Escola, focado na gestão escolar.

## Soluções e Marcas
A FTD Educação atua em diferentes frentes educacionais, oferecendo soluções que atendem desde a Educação Infantil até a Educação de Jovens e Adultos.
Aprendizagem digital:
- Iônica;
- Estuda.com;
- Pontue;
- Portal Conteúdo Aberto.

Didáticos e literários:
- Didáticos;
- Literatura;
- Foreign Rights;
- Cultivando Leitores.

Educação financeira:
- Oficina das Finanças.

Educação socioemocional:
- OPEE: Projeto de Vida.

Educação tecnológica:
- Zoom Education for Life.

Gestão escolar:
- Diário Escola.

Idiomas
- StandFor;
- Edelvives.

Loja virtual:
- Lumisfera.

Sistemas de ensino:
- FTD SE;
- Trilhas;
- SIM;
- Saber +;
- Quero Saber +.

Sistema de ensino bilíngue:
- StandFor Evolution.

## Reconhecimento
A FTD Educação é reconhecida por sua contribuição à literatura e à educação no Brasil, acumulando mais de 80 premiações nacionais e internacionais. A lista de prêmios inclui categorias voltadas à qualidade editorial, inovação em produtos e relevância cultural.
Entre os principais reconhecimentos estão os 31 prêmios Jabuti, o mais tradicional da literatura brasileira, criado em 1959, os 24 prêmios Top Educação, que consagram as marcas mais lembradas no setor educacional, e os 15 prêmios Caio, voltados à excelência na realização de eventos. A empresa também recebeu 19 prêmios da Fundação Nacional do Livro Infantil e Juvenil (FNLIJ), que valoriza os melhores títulos para o público infantil e juvenil.
Na área de design e produção gráfica, a FTD foi premiada 20 vezes no Embanews, 6 prêmios Pini, 6 prêmios Paulista de Excelência em Impressão e Design e 8 prêmios Theobaldo de Nigris, todos voltados à excelência na impressão e embalagens.
No cenário internacional, a editora foi reconhecida com o Elton Innovation Awards, do British Council, e o Grandes Cases de Embalagem, que premia inovações no mercado brasileiro.

## Sustentabilidade
A FTD Educação adota práticas alinhadas aos princípios de ESG (Environmental, Social and Governance), buscando integrar responsabilidade ambiental, compromisso social e governança ética em suas operações. A empresa investe em ações que promovem o bem-estar de clientes, colaboradores e comunidades, ao mesmo tempo em que adota processos sustentáveis.
No eixo ambiental, a FTD implementa medidas como gestão de resíduos, eficiência energética, redução de emissões de gases de efeito estufa (GEE), economia de água, com 85% de redução no consumo hídrico em seu parque gráfico, e programas de educação ambiental. Atualmente, 92% dos resíduos são encaminhados para reciclagem. 
Na área de governança, contando com o Programa de Compliance e o Portal da Integridade, que orientam sobre LGPD e práticas éticas corporativas, a FTD investe em inovação tecnológica (com R$ 31 milhões aplicados em tecnologia e transformação digital em 2024), sustentabilidade financeira e relacionamento ético com fornecedores e parceiros.

## Responsabilidade social
Além das medidas de responsabilidade ambiental, a empresa investe em iniciativas apoiadas por mecanismos legais, como a Lei de Incentivo à Cultura (Lei nº 8.313/1991), que fomenta a pluralidade de expressões artísticas, e a Lei de Incentivo ao Esporte (Lei nº 11.438/2006), voltada à democratização do acesso à prática esportiva e ao paradesporto.
A FTD Educação também apoia projetos sociais via CONDECA (Conselho Estadual dos Direitos da Criança e do Adolescente) e FUMCAD (Fundação Municipal de Assistência Social), com foco em crianças, adolescentes e comunidades em situação de vulnerabilidade. Entre as iniciativas realizadas estão os programas Sabiá Educacional, Esse é o Bicho!, Pequenas Aventureiras e Biblioteca para Todos, além de ações de equidade como Pequenos Leitores.

Nos últimos anos, os projetos apoiados pela FTD abrangeram mais de 150 escolas públicas, com 19 mil crianças e famílias beneficiadas, 3 mil livros doados e investimentos de mais de R$ 16 mil em projetos sociais em 2023.